# Камень (Черниговская область)
Камень (укр. Камінь) — село в Новгород-Северском районе Черниговской области Украины. Население — 276 человек. Занимает площадь 1,15 км². Расположено на реке Десна с притоком Новая Рогозна (с притоком Пятна).
Почтовый индекс: 16021. Телефонный код: +380 4658.

## Власть
Орган местного самоуправления — Каменско-Слободский сельский совет. Почтовый адрес: 16021, Черниговская обл., Новгород-Северский р-н, с. Каменская Слобода, ул. Независимости, 20.